# أكسل بيرنبوم
أكسل بيرنبوم (بالألمانية: Axel Birnbaum)‏ هو مبارز بالسيف نمساوي، ولد في 15 مارس 1966 في فيينا في النمسا.

## وصلات خارجية
- أكسل بيرنبوم على موقع أوليمبيديا (الإنجليزية)